# Phyllophaga macrophylla
Phyllophaga macrophylla är en skalbaggsart som beskrevs av Bates 1888. Phyllophaga macrophylla ingår i släktet Phyllophaga och familjen Melolonthidae. Inga underarter finns listade i Catalogue of Life.